# صموئيل بي. كيسي جونيور
صموئيل بي. كيسي جونيور (بالإنجليزية: Samuel B. Casey Jr.)‏ هو شخصية أعمال أمريكي، ولد في 4 أكتوبر 1927 في Squirrel Hill ‏ في الولايات المتحدة، وتوفي في 12 أكتوبر 2006 في نيبلز في الولايات المتحدة.